# 初代
初代（即一代），是系列中的首個作品或個體。被用於故事的場合，初代大多是已經完成的故事，有非常高的獨立性，不過多數因商業利益而開發續作。
除了上述例子之外，日本電視動畫也有OLM的《神奇寶貝》、東映動畫的《小魔女DoReMi》、TMS娛樂的《麵包超人》因為在播放期間的收視率，以及受到日本國家的兒童喜愛而繼續它們的後續發展。 或是《七龍珠 (動畫)》轉變成《七龍珠Z》希望得到更多資金來製作以及該系列因為製作團隊不認為這是結局，所以再追加一部《七龍珠GT》讓《七龍珠》系列電視動畫的故事畫下句點。眾多因素而推出了它們的後續發展。
然而也有逐步完成整個系列的，而第一部則稱為初代。而續作為了與初代名稱有所區別，通常會冠上編號，或是增加副標題。因此，初代又有無印之稱。